# Jim Henson’s Muppet Babies
Jim Henson’s Muppet Babies ist eine US-amerikanische Zeichentrickserie, die sich um Kleinkindversionen der Muppets aus der Muppet Show dreht. Die Serie lief im Original von 1984 bis 1991 auf dem amerikanischen Fernsehsender CBS. Im Gegensatz zur Muppet Show, die durchaus ein erwachsenes Publikum ansprechen sollte, sind die Muppet Babies klar für Kinder konzipiert. Seit 2018 gibt es eine computeranimierte Serie gleichen Namens, die als Reboot anzusehen ist.

## Geschichte
In den Muppet Babies leben Kleinkindversionen der Muppets gemeinsam in einem Kinderzimmer und werden dabei von „Nanny“ betreut. Die Außenwelt kommt nur in Gestalt von selten auftauchenden Erwachsenen in das Zimmer. Ansonsten sind die Muppet Babies auf ihre Fantasie angewiesen, in der sie zahlreiche gemeinsame Abenteuer erleben. Dabei nutzen sie ihre Fantasie dazu, Probleme je individuell anders zu lösen und so mit vielen verschiedenen kreativen Ideen alle zum Erfolg zu kommen.

## Figuren
Die Muppet Babies bestehen meist aus Kermit, Miss Piggy, Gonzo, Fozzie, Rowlf, Scooter und dem Tier. In manchen Geschichten sind auch Honigtau-Bunsenbrenner und sein späterer Assistent Beaker dabei. Als ein weiteres Mädchen wurde Scooter eine Zwillingsschwester namens Skeeter zur Seite gestellt. Außerhalb dieser Serie ist sie jedoch kaum zu sehen. Erst in der Comicserie „Die Muppet Show“, die 2013 produziert wurde, tauchte sie für kurze Zeit wieder auf.

## Synchronisation
Die Synchronisation der Originalserie entstand unter der Dialogregie von Eberhard Storeck. Die Synchronisation des Reboots entstand bei der SDI Media Germany nach einem Dialogbuch von Josephine Schmidt und Marieke Oeffinger sowie unter der Dialogregie von Schmidt. Zudem übersetzten Diane Weigmann und Tobias Weyrauch die Liedtexte ins Deutsche. Letzterer übernahm daneben mit Carsten Schmelzer die Leitung der Musik-Synchronaufnahmen.
| Rolle             | Englischer Sprecher        | Deutscher Sprecher        | Englischer Sprecher seit 2018 | Deutscher Sprecher seit 2018 |
| ----------------- | -------------------------- | ------------------------- | ----------------------------- | ---------------------------- |
| Kermit der Frosch | Frank Welker               | Ulrich Frank, Bernd Simon | Matt Danner                   | Stefan Kaminski              |
| Piggy             | Laurie O‘Brien             | Linda Joy                 | Melanie Harrison              | Gundi Eberhard               |
| Rowlf             | Katie Leigh                | Imo Heite                 | Matt Danner                   | Axel Lutter                  |
| Gonzo             | Russi Taylor               | Willi Röbke, Gudo Hoegel  | Ben Diskin                    | Valentin Stilu               |
| Fozzie            | Greg Berg                  | Michael Habeck            | Eric Bauza                    | Fritz Rott                   |
| Scooter           | Greg Berg                  | Christa Häussler          | Ogie Banks                    | Leonhard Mahlich             |
| Skeeter           | Howie Mandel, Frank Welker | Inez Günther              | Cree Summer                   | –                            |
| Tier              | Howie Mandel, Dave Coulier | Eva Berthold              | Dee Bradley Baker             | Uli Krohm                    |
| Bunsen            | Howie Mandel, Dave Coulier | Kurt Zips                 | Eric Bauza                    | Lutz Mackensy                |
| Beaker            | Frank Welker               | Eberhard Storeck          | Matt Danner                   | –                            |
| Nanny             | Barbara Billingsley        | Dagmar Heller             | Jenny Slate                   | Leonie Dubuc                 |
| Waldorf           | Dave Coulier               | –                         | Matt Danner                   | Freimut Götsch               |
| Statler           | Dave Coulier               | –                         | Eric Bauza                    | Reinhard Scheunemann         |
| Robin             | Russi Taylor               | Eberhard Storeck          | Eric Bauza                    | –                            |
| Bean Bunny        | Dave Coulier               | –                         | –                             | –                            |
| Janice            | Dave Coulier               | –                         | –                             | –                            |
| Summer Pinguin    | –                          | –                         | Jessica DiCicco               | Jenny Maria Meyer            |
| Rizzo             | –                          | –                         | Ben Diskin                    | Julien Haggège               |
| Sweetums          | –                          | –                         | Dee Bradley Baker             | –                            |
| Chefkoch          | –                          | –                         | Matt Danner                   | –                            |
| Carlos der Frosch | –                          | –                         | Todrick Hall                  | Dirk Stollberg               |

## Gestaltung
Die Serie nimmt in der Perspektive der Zeichnungen konsequent die Position der Muppet Babies ein. Das heißt, dass beispielsweise Stühle und Tische überlebensgroß und weit entfernt erscheinen und es von Nanny immer nur die Beine und Knie zu sehen gibt. Wiederkehrendes Element in der Serie ist die Integration von Ausschnitten damals aktueller Filme wie Star Wars und Indiana Jones, in die die Babys sich hineinversetzen.

## Vorgeschichte
Die Idee, die Kleinkindversionen der Muppets und deren Welt zu erschaffen, war ursprünglich nur einmalig für den Film Die Muppets erobern Manhattan geplant. Dort spielte das ganze innerhalb einer Traumsequenz. Die Idee fand großen Anklang. Unter anderem war „Die Muppets erobern Manhattan“ der erste Muppets-Film, der vergleichsweise viel Geld durch Merchandise erwirtschaftete, weil zahlreiche Anbieter Lizenzen für Produkte mit den Muppet Babies haben wollten.
Schließlich fragten Marvel Productions und CBS Jim Henson nach einer Lizenz für eine Zeichentrickserie. Diese sollte am Samstagmorgen – damals der typische Zeitpunkt für Kinderunterhaltung im amerikanischen Fernsehen – laufen. Henson, der sich lange dagegen gewehrt hatte, im Samstagmorgen-Slot zu landen, ließ sich schließlich überzeugen, zumal die Serie von Marvel produziert wurde und Henson und seine Mitarbeiter nur am Rande mit ihr zu tun hatten.
Henson arbeitete zusammen mit Michael Frith ein ganzes Konzept für die Serie aus. Grundsätzlich sollte es in der Sendung um Entwicklung von Kreativität und der Verfolgung eigener Ideen gehen.
Die Entwürfe für die gezeichneten Muppet Babies stammen von Marvel Productions, die ein paar Jahre später auch die Zeichentrickserie Die Fraggles produzierten, die die gleichnamige Puppenserie fortführte. Überwacht wurde dies durch Michael Frith, dem künstlerischen Leiter der Muppet Show.

## Produktion
Während die allgemeine kreative Kontrolle der Sendung bei Jim Hensons Productions lag, lag das Alltagsgeschäft vor allem in den Händen von Marvel Production. CBS zahlte anfangs die vergleichsweise hohe Summe von 250.000 US-Dollar je Folge und machte die Muppet Babies zur zentralen Sendung seines Samstagvormittags-Programms.
Die Serie ging im September 1984 auf Sendung und wurde sofort ein großer Erfolg. Sie erreichte sofort den höchsten Marktanteil zur Sendezeit und kämpfte mit Pee-wee’s Playhouse, einer anderen CBS-Serie, jahrelang um den Titel der Zeichentrickserie mit den meisten Zuschauern. In den ersten vier Jahren ihrer Existenz gewann sie die Daytime Emmy Awards als beste Zeichentrickserie.

## Auszeichnungen
Die Muppet Babies gewannen von 1985 bis 1989 insgesamt fünf Daytime Emmy Awards, davon vier als beste Zeichentrickserie und einen für die Soundbearbeitung.

## Nachfolger
Die Muppet Babies inspirierten zahlreiche Nachahmerserien, in der beliebte Zeichentrickfiguren als Kinder gezeigt wurden. Nach den Muppet Babies kamen die Flintstone Kids und Spürnase Scooby-Doo sowie eine Reihe weiterer Kinder-Versionen weniger bekannter Zeichentrickserien. Keine davon konnte allerdings den kommerziellen Erfolg der Muppet Babies erreichen. Außerdem wurde keine der Serien von den Kritikern so gut bewertet wie die Muppet Babies.